# Diaphanosoma paucispinosum
Diaphanosoma paucispinosum är en kräftdjursart som beskrevs av Brehm 1933. Diaphanosoma paucispinosum ingår i släktet Diaphanosoma och familjen Sididae. Inga underarter finns listade i Catalogue of Life.